# Microdynerus rufus
Microdynerus rufus är en stekelart som beskrevs av Giordani Soika 1971. Microdynerus rufus ingår i släktet Microdynerus och familjen Eumenidae. Inga underarter finns listade i Catalogue of Life.